# Remedios de Escalada
Remedios de Escalada – miasto argentyńskie będące częścią zespołu miejskiego Buenos Aires. Na powierzchni 9,95 km² w roku 1991 mieszkało 83 636 osób.